# قرار مجلس الأمن التابع للأمم المتحدة رقم 1013
قرار مجلس الأمن التابع للأمم المتحدة رقم 1013، المتخذ بالإجماع في 7 أيلول / سبتمبر 1995، بعد التذكير بالقرارات 918 (1994)، 997 (1995) و1011 (1995) بشأن الحالة في رواندا، أنشا المجلس لجنة تحقيق دولية بشأن تدفقات الأسلحة إلى قوات الحكومة الرواندية السابقة في منطقة البحيرات الكبرى بأفريقيا.
اقترحت زائير (الآن جمهورية الكونغو الديمقراطية) تشكيل لجنة دولية للتحقيق في إمدادات الأسلحة لقوات الحكومة الرواندية السابقة. واعترف المجلس بالتأثير المزعزع للاستقرار على المنطقة وأنه يمكن منعه من خلال الجهود التعاونية لجميع الحكومات. وأُعرب مرة أخرى عن القلق إزاء انتهاكات حظر توريد الأسلحة إلى رواندا.
ثم تم تفويض الأمين العام بطرس بطرس غالي بتشكيل لجنة تحقيق بالولاية التالية:
(أ) التحقيق في إمدادات الأسلحة إلى القوات الحكومية الرواندية السابقة في منطقة البحيرات الكبرى في انتهاك لحظر توريد الأسلحة؛
(ب) التحقيق في الادعاءات القائلة بأن هذه القوات كانت تتلقى تدريباً لزعزعة استقرار رواندا؛
(ج) تحديد الأطراف التي تقدم الأسلحة؛
(د) التوصية بتدابير من شأنها أن تضع حداً للتدفق غير المشروع للأسلحة في المنطقة دون الإقليمية.
وستتألف اللجنة من خمسة إلى عشرة خبراء قانونيين وعسكريين وشرطيين محايدين ومحترمين. وطُلب من جميع البلدان والمنظمات تقديم معلومات تتعلق بولاية اللجنة إلى لجنة التحقيق. وفي غضون ثلاثة أشهر، طُلب من الأمين العام تقديم تقرير عن قرارات اللجنة وتوصياتها.
طُلب من جميع البلدان التي ستنشط فيها اللجنة:
(أ) اتخاذ تدابير حتى تتمكن اللجنة من العمل بحرية وأمان؛
(ب) تقديم أي معلومات طلبتها اللجنة؛
(ج) السماح بالدخول إلى أي مكان، بما في ذلك النقاط الحدودية والمطارات ومخيمات اللاجئين؛
(د) اتخاذ تدابير لضمان حرية الشهود والخبراء وضمان سلامة أعضائها؛
(هـ) السماح بحرية الحركة لأعضاء اللجنة حتى يتسنى لها إجراء المقابلات بحرية ؛
(و) منح الامتيازات والحصانات ذات الصلة لأعضائها وفقاً لاتفاقية امتيازات وحصانات الأمم المتحدة.
أخيرًا، تمت دعوة الدول الأعضاء إلى توفير التمويل الذي من شأنه أن يسمح للجنة بتنفيذ ولايتها.

## روابط خارجية
- نص القرار في undocs.org